# Els millors anys de la nostra vida
Els millors anys de la nostra vida (títol original en anglès The Best Years of Our Lives) és una pel·lícula estatunidenca dirigida per William Wyler, estrenada el 1946, i doblada al català.

## Argument
El 1945, acabada la Segona Guerra Mundial, el destí reuneix tres soldats a l'avió B-25 que els porta a Boone City, la seva ciutat natal. Es tracta del sergent d'infanteria Al Stephenson, del capità d'aviació Fred Derry i del mariner Homer Parrish. Tots tres estan impacients per tornar-hi, encara que comparteixin la mateixa inquietud a la idea de reprendre una vida normal...

## Repartiment
- Myrna Loy: Milly Stephenson
- Fredric March: Al Stephenson
- Dana Andrews: Fred Derry
- Theresa Wright: Peggy Stephenson
- Virginia Mayo: Marie Derry
- Cathy O'Donnell: Wilma Cameron
- Harold Russell: Homer Parrish
- Hoagy Carmichael: Oncle Butch
- Dorothy Adams com Mrs. Cameron

## Al voltant de la pel·lícula
- Harold Russell, que va rebre dos Oscars per a la seva interpretació d'Homer Parrish, no era un actor professional. Durant la Segona Guerra mundial, mentre era paracaigudista, va perdre l'ús de les seves dues mans tot manipulant TNT. L'armada el va escollir per a rodar una pel·lícula d'instrucció titulada Diary of a Sergeantil. William Wyler va decidir de contractar-lo després de veure aquesta pel·lícula, fent del personatge d'Homer Parrish no un discapacitat sinó un amputat.
- De la pel·lícula se'n va fer un remake per a la televisió el 1975: Returning Home de Daniel Petrie, en el qual Tom Selleck torna a fer el paper de Dana Andrews.
- En el Top 100 de l'American Film Institute (AFI), la pel·lícula és classificada al trenta-setè lloc, el que en fa una de les cent millors pel·lícules americanes de la història del cinema.

## Premis i nominacions

### Premis[2]
- 1947: Oscar honorífic per Harold Russell
- 1947: Oscar a la millor pel·lícula
- 1947: Oscar al millor director per William Wyler
- 1947: Oscar al millor actor per Fredric March
- 1947: Oscar al millor actor secundari per Harold Russell
- 1947: Oscar al millor guió adaptat per Robert E. Sherwood
- 1947: Oscar al millor muntatge per Daniel Mandell
- 1947: Oscar a la millor banda sonora per Hugo Friedhofer
- 1947: Globus d'Or a la millor pel·lícula dramàtica
- 1948: BAFTA a la millor pel·lícula

### Nominacionss[2]
- 1947: Oscar a la millor edició de so per Gordon E. Sawyer

## Galeria

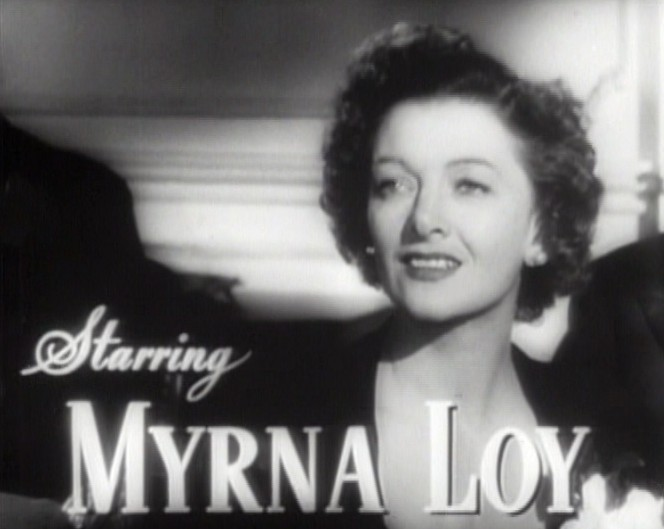
Myrna Loy
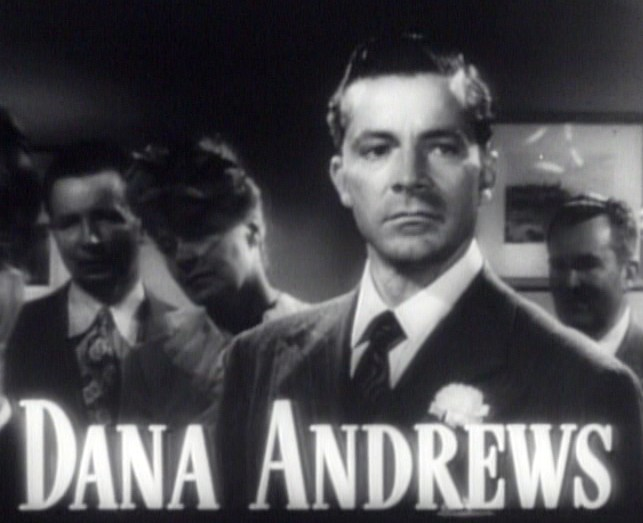
Dana Andrews
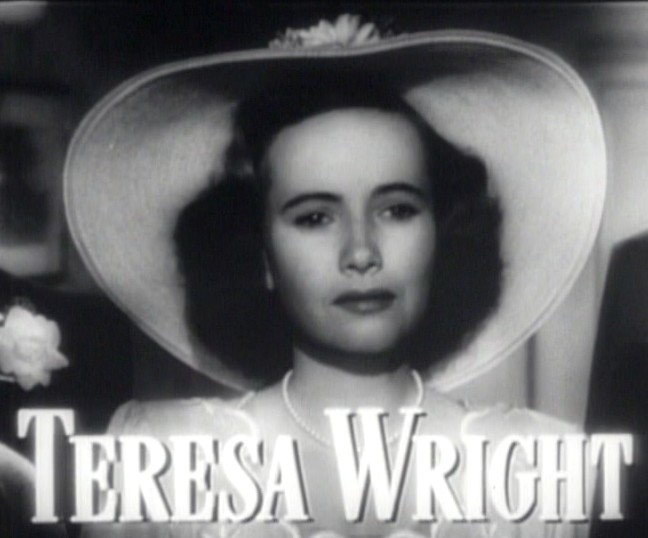
Teresa Wright
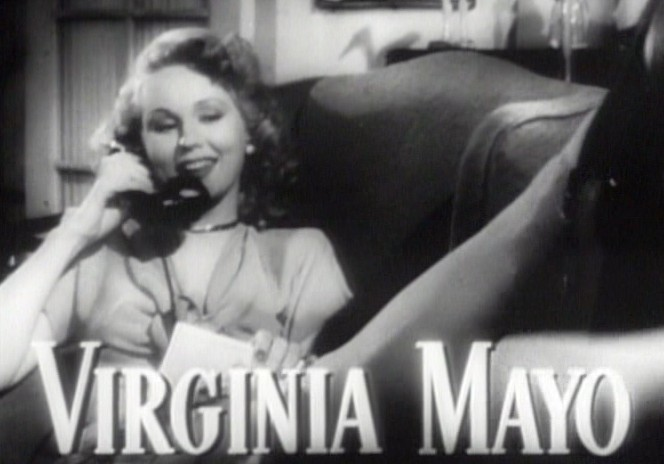
Virginia Mayo
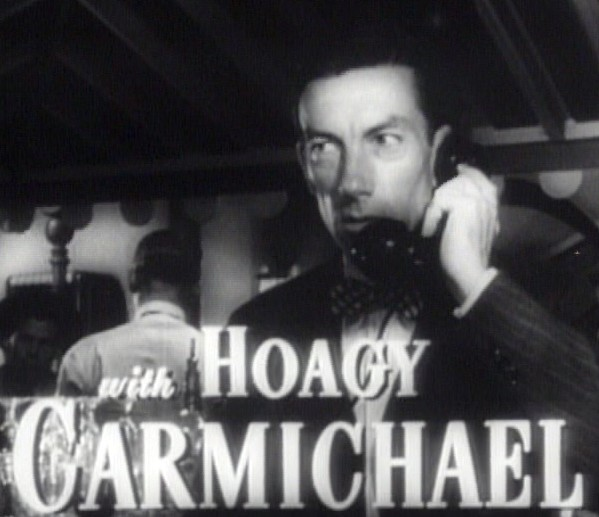
Hoagy Carmichael
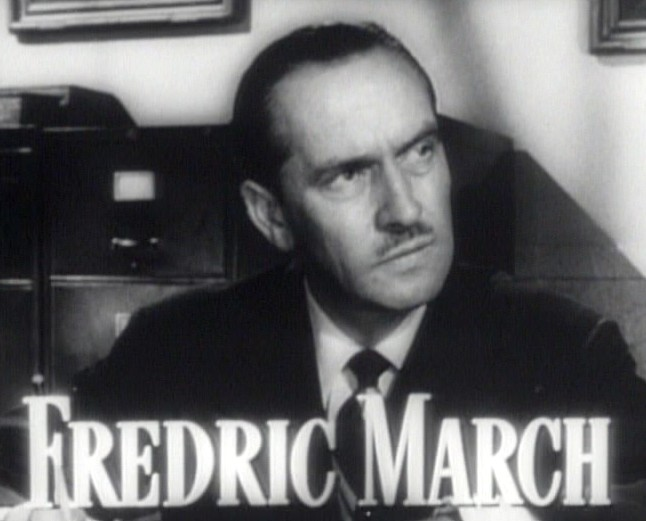
Fredric March